# North Shropshire
North Shropshire was tot 2009 een Engels district in het graafschap Shropshire en telde 57.108 inwoners. De oppervlakte bedraagt 679,2 km².
Van de bevolking is 17,9% ouder dan 65 jaar. De werkloosheid bedraagt 2,5% van de beroepsbevolking (cijfers volkstelling 2001).

## Plaatsen in district North Shropshire
- Ellesmere
- Market Drayton
- Whitchurch